# Marcos Crespo
Marcos Crespo (* 6. Oktober 1986 in Las Flores, Buenos Aires) ist ein ehemaliger argentinischer Bahn- und Straßenradrennfahrer.

## Sportliche Laufbahn
Marcos Crespo wurde 2004 argentinischer Junioren-Meister in der Einerverfolgung auf der Bahn. Auf der Straße war er 2008 beim Prolog der Clásica del Oeste-Doble Bragado erfolgreich, der als Mannschaftszeitfahren ausgetragen wurde. Im Jahr darauf gewann er eine Etappe der Vuelta al Valle und das Eintagesrennen Doble Media Agua. In der Saison 2010 gewann Crespo jeweils zwei Etappen der Vuelta de San Juan und der Vuelta al Valle sowie die Gesamtwertung der Vuelta al Valle. Außerdem war er bei einer Etappe der Doble Chepes und bei dem Eintagesrennen Cámaras Colla erfolgreich.
Bei den Panamerikameisterschaften 2010 gewann Crespo auf der Bahn zusammen mit seinem Landsmann Martín Ercila die Bronzemedaille im Zweier-Mannschaftsfahren. Im Jahr darauf errang er Bronze in der Mannschaftsverfolgung. Sowohl bei den Panamerikameisterschaften wie auch bei den Panamerikaspielen gewann er 2011 jeweils Bronze in der Mannschaftsverfolgung, ebenso bei den Panamerikameisterschaften im Jahr darauf. 2014 beendete Crespo seine Radsportlaufbahn in der Elite. 2018 ging er nochmals bei den argentinischen Straßenmeisterschaften an den Start und belegte im Straßenrennen Platz 24.

## Erfolge – Bahn
2004
- Argentinischer Meister – Einerverfolgung (Junioren)

2010
- Panamerikameisterschaft – Zweier-Mannschaftsfahren (mit Martín Ercila)

2011
- Panamerikameisterschaft – Mannschaftsverfolgung (mit Maximiliano Almada, Cristian Martínez und Eduardo Sepúlveda)
- Panamerikaspiele – Mannschaftsverfolgung (mit Maximiliano Almada, Walter Pérez und Eduardo Sepúlveda)

2012
- Panamerikameisterschaft – Mannschaftsverfolgung (mit Mauro Agostini, Maximiliano Almada und Walter Pérez)

2014
- Panamerikameisterschaft – Madison mit Walter Pérez

## Erfolge – Straße
2012
- eine Etappe Tour do Brasil Volta Ciclística de São Paulo-Internacional

## Teams
- 2008 Municipalidad de Chivilcoy
- 2009 Italomat-Weber-Orbai
- 2010 Agrupación Virgen de Fátima
- 2011 Funvic-Pindamonhangaba
- 2012 São José dos Campos/Kuota
- 2013 Buenos Aires Provincia
- 2014 Buenos Aires Provincia